# Kwiambal National Park
Kwiambal National Park är en park i Australien. Den ligger i delstaten New South Wales, i den sydöstra delen av landet, omkring 520 kilometer norr om delstatshuvudstaden Sydney. Arean är 13,0 kvadratkilometer.
Trakten runt Kwiambal National Park är nära nog obefolkad, med mindre än två invånare per kvadratkilometer.. Det finns inga samhällen i närheten.
I omgivningarna runt Kwiambal National Park växer huvudsakligen savannskog. Genomsnittlig årsnederbörd är 883 millimeter. Den regnigaste månaden är januari, med i genomsnitt 140 mm nederbörd, och den torraste är augusti, med 35 mm nederbörd.